# Collegio elettorale di Roma - Ciampino (Senato della Repubblica)
Il collegio Roma - Ciampino fu un collegio elettorale uninominale della Repubblica Italiana per l'elezione del Senato della Repubblica. Apparteneva alla Circoscrizione Lazio e fu utilizzato per eleggere un senatore nella XII, XIII e XIV legislatura.
Venne istituito nel 1993 con la cosiddetta Legge Mattarella (Legge n. 276, Norme per l'elezione del Senato della Repubblica), attuata in seguito al referendum abrogativo del 1993. La legge istituì per la Camera dei deputati e per il Senato della Repubblica un sistema di elezione misto, in parte maggioritario e in parte proporzionale. Il 75% dei parlamentari dell'assemblea veniva eletto in collegi uninominali tramite sistema maggioritario a turno unico; il restante 25% al Senato veniva eletto tramite recupero proporzionale dei più votati non eletti attraverso un meccanismo di calcolo denominato scorporo, cioè sottraendo dal conteggio dei voti totali di una lista nella parte proporzionale i voti ottenuti dai candidati collegati alla medesima lista che erano eletti nei collegi uninominali con il sistema maggioritario.
Il collegio venne abolito insieme a tutti gli altri che costituivano il Senato con la promulgazione della legge elettorale successiva, la cosiddetta Legge Calderoli. Questa prevedeva un sistema proporzionale con premio di maggioranza, che al Senato veniva attribuito a livello regionale.

## Territorio
Il collegio Roma - Ciampino era uno dei 21 collegi uninominali in cui era suddiviso il Lazio e, come previsto dal D.Lgs. del 20 dicembre 1993 n. 535, comprendeva le zone di Roma di Torre Maura, Torrenova, Torre Gaia, Casal Morena, Aeroporto di Ciampino e il comune di Ciampino; la capitale complessivamente contava undici collegi uninominali al Senato.

## Eletti
| Elezione | Elezione | Senatore                   | Partito                    |
| -------- | -------- | -------------------------- | -------------------------- |
|          | 1994     | Cosimo Ventucci            | Polo del Buon Governo (FI) |
|          | 1996     | Franca D'Alessandro Prisco | L'Ulivo (PDS)              |
|          | 2001     | Cosimo Ventucci            | Casa delle Libertà (FI)    |

## Dati elettorali

### XII legislatura
|                               | Cosimo Ventucci ✔️ Eletto            | Polo del Buon Governo        | 66 124  | 41,66 |  |  |  |  |  |
|                               | Franca D'Alessandro Prisco ✔️ Eletta | Progressisti                 | 59 546  | 37,51 |  |  |  |  |  |
|                               | Giovanni Aversa                      | Patto per l'Italia           | 18 092  | 11,40 |  |  |  |  |  |
|                               | Pietro Tilia                         | Lista Pannella-Riformatori   | 8 126   | 5,12  |  |  |  |  |  |
|                               | Alfredo Marocchino                   | Verdi Federalisti            | 5 553   | 3,50  |  |  |  |  |  |
|                               | Agnese Babini                        | Partito della Legge Naturale | 1 294   | 0,82  |  |  |  |  |  |
| Totale                        | Totale                               | Totale                       | 158 735 | 100   |  |  |  |  |  |
|                               |                                      |                              |         |       |  |  |  |  |  |
| Voti non validi               | Voti non validi                      | Voti non validi              | 9 531   | 5,66  |  |  |  |  |  |
| Votanti                       | Votanti                              | Votanti                      | 168 266 | 89,89 |  |  |  |  |  |
| Elettori                      | Elettori                             | Elettori                     | 187 181 |       |  |  |  |  |  |
|                               |                                      |                              |         |       |  |  |  |  |  |
| Data: 27-28 marzo 1994        |                                      |                              |         |       |  |  |  |  |  |
| Fonte: Ministero dell'interno |                                      |                              |         |       |  |  |  |  |  |

### XIII legislatura
|                               | Franca D'Alessandro Prisco ✔️ Eletto | L'Ulivo                            | 77 032  | 47,80 |  |  |  |  |  |
|                               | Cosimo Ventucci ✔️ Eletto            | Polo per le Libertà                | 70 634  | 43,83 |  |  |  |  |  |
|                               | Sisto Francesco Pascucci             | Movimento Sociale Fiamma Tricolore | 6 804   | 4,22  |  |  |  |  |  |
|                               | Laura Terni                          | Lista Pannella-Sgarbi              | 4 023   | 2,50  |  |  |  |  |  |
|                               | Luigi Mancini                        | Socialista                         | 2 659   | 1,65  |  |  |  |  |  |
| Totale                        | Totale                               | Totale                             | 161 152 | 100   |  |  |  |  |  |
|                               |                                      |                                    |         |       |  |  |  |  |  |
| Voti non validi               | Voti non validi                      | Voti non validi                    | 9 065   | 5,33  |  |  |  |  |  |
| Votanti                       | Votanti                              | Votanti                            | 170 217 | 87,39 |  |  |  |  |  |
| Elettori                      | Elettori                             | Elettori                           | 194 783 |       |  |  |  |  |  |
|                               |                                      |                                    |         |       |  |  |  |  |  |
| Data: 21 aprile 1996          |                                      |                                    |         |       |  |  |  |  |  |
| Fonte: Ministero dell'interno |                                      |                                    |         |       |  |  |  |  |  |

### XIV legislatura
|                               | Cosimo Ventucci ✔️ Eletto  | Casa delle Libertà                   | 72 110  | 43,07 |  |  |  |  |  |
|                               | Esterino Montino ✔️ Eletto | L'Ulivo                              | 69 353  | 41,43 |  |  |  |  |  |
|                               | Raul Mordenti              | Partito della Rifondazione Comunista | 8 854   | 5,29  |  |  |  |  |  |
|                               | Domenico Boiano            | Lista Di Pietro                      | 4 663   | 2,79  |  |  |  |  |  |
|                               | Guido D'Amico              | Democrazia Europea                   | 3 623   | 2,16  |  |  |  |  |  |
|                               | Aldo Brancacci             | Lista Pannella-Bonino                | 3 340   | 2,00  |  |  |  |  |  |
|                               | Maurizio Lucarelli         | Fiamma Tricolore                     | 2 999   | 1,79  |  |  |  |  |  |
|                               | Alfredo Moretti            | Fronte Nazionale                     | 1 903   | 1,14  |  |  |  |  |  |
|                               | Daniele Dottori            | Forza Nuova                          | 566     | 0,34  |  |  |  |  |  |
| Totale                        | Totale                     | Totale                               | 167 411 | 100   |  |  |  |  |  |
|                               |                            |                                      |         |       |  |  |  |  |  |
| Voti non validi               | Voti non validi            | Voti non validi                      | 9 547   | 5,40  |  |  |  |  |  |
| Votanti                       | Votanti                    | Votanti                              | 176 958 | 82,18 |  |  |  |  |  |
| Elettori                      | Elettori                   | Elettori                             | 215 331 |       |  |  |  |  |  |
|                               |                            |                                      |         |       |  |  |  |  |  |
| Data: 13 maggio 2001          |                            |                                      |         |       |  |  |  |  |  |
| Fonte: Ministero dell'interno |                            |                                      |         |       |  |  |  |  |  |